# بطولة الأندية الآسيوية 1969
بطولة الأندية الآسيوية 1969 هي النسخة الثانية من منافسة كرة القدم الدولية السنوية للأندية والتي تقام في منطقة الاتحاد الآسيوي لكرة القدم (آسيا). فاز نادي مكابي تل أبيب باللقب، بعد فوزه على نادي يانقزي بنتيجة 1–0.

## النهائي
| مكابي تل أبيب     | 1–0 | يانقزي |
| ----------------- | --- | ------ |
| درور بار-نور 112' |     |        |